# Bogusław Jagiełło
Bogusław Józef Jagiełło (ur. 20 marca 1960 r.) – gorzowski artysta (obecnie jednak mieszka i tworzy w Kłodawie – miejscowości koło Gorzowa Wlkp.). Studiował grafikę na Akademii Sztuk Pięknych w Poznaniu. Obecnie jednak zajmuje się głównie malarstwem.
W przeszłości zajmował się również:
- ilustracją książkową – jego ilustracje znalazły się między innymi w tomiku wierszy Teresy Borkowskiej „Pamiętam” i jednym z wydań książki Ewy Szelburg-Zarembiny „Legendy żołnierskie”,
- rzeźbą,
- plakatem i scenografią teatralną – dla gorzowskiego Teatru im. J. Osterwy,
- biżuterią artystyczną.

## Wystawy
- 1983 – Konkurs Fotograficzny, Nowy Targ (wyróżnienie),
- 1985 – wystawa grafiki, Elbląg,
- 1986 – wystawa grafiki, Frankfurt nad Odrą,
- 1986 – wystawa grafiki, Mała Galeria BWA w Gorzowie Wlkp.,
- 1986 – Małe Formy Grafiki, Łódź '86,
- 1987 – Małe Formy Grafiki, Łódź '87,
- 1988 – III Biennale Sztuki Sakralnej, Gorzów Wlkp.,
- 1989 – Ogólnopolski konkurs na grafikę warsztatową, Łódź,
- 1989 – V Wystawa „Petit Format de Papier”, CUL-DES SORTS, Belgia,
- 1991 – Międzynarodowa Wystawa Grafiki „MINIATURE 6”, Norwegia,
- 1991 – VI Wystawa „Petit Format de Papier”, CUL-DES-SORTS, Belgia,
- 1995 – Norsk Internasjonal Grafikk Triennale, Norwegia,
- 1996 – Małe Formy Grafiki, Łódź '96,
- 1996 – ART. ADDIKCTION – Międzynarodowa wystawa małych form graficznych, nagroda: Certifikate of Merit (dyplom uznania), Sztokholm, Szwecja,
- 1999 – Małe Formy Grafiki, Łódź,
- 2005 – Wystawa prac Bogusława Jagiełły, Klub Myśli Twórczej „Lamus”, Gorzów Wlkp.
- 2006 – Salon Jesienny 2006, Gorzów Wlkp. – zdjęcia z wystawy,
- 2006 – XXI Festiwal Malarstwa Współczesnego w Szczecinie (nominacja do nagrody głównej),
- 2007 – „Bochenek, Krzakiewicz, Jagiełło, Chrostek ”, Gorzów Wlkp. – artykuł o wystawie,
- 2007 – „Artyści Gorzowa 1945-2007” (wystawa z okazji 750-lecia Gorzowa), Gorzów Wlkp. – artykuł o wystawie,
- 2007 – „Bogusław Jagiełło”, galeria W&B, Szczecin,
- 2008 – „Bogusław Jagiełło – Malarstwo”, Galeria Jadwigi Bocho-Kokot, Zielona Góra,
- Udział w licznych Salonach Jesiennych, wystawach sztuki sakralnej w BWA Gorzów i wystawach poplenerowych.